# Lentille de Cilaos
La lentille de Cilaos est un type de lentilles cultivé sur l'île de La Réunion.
Comme son nom l'indique, elle est produite dans le cirque naturel de Cilaos, sur le territoire de la commune du même nom, où sa culture est traditionnelle. Elle est de petite taille et traditionnellement servie avec du riz.

## Histoire
La culture de cette lentille est connue sur l'île de La Réunion depuis 1836. Mais ce n'est qu'en 1857 qu'elle est officiellement produite dans le cirque de Cilaos. La production pour l’année 1881 est évaluée à 25 tonnes[réf. nécessaire]. Chaque année en octobre a lieu la fête de la lentille.

## Culture
Semées en avril, les lentilles se récoltent en septembre. Autrefois effectuée manuellement à l'aide d'une gaulette,, la récolte se fait majoritairement, de nos jours, au moyen d'une batteuse électrique.

## Production
| 2001      | 2002      | 2003      | 2004      |
| --------- | --------- | --------- | --------- |
| 36 tonnes | 60 tonnes | 35 tonnes | 50 tonnes |